# Ołeksandr Omelczenko
Ołeksandr Ołeksandrowycz Omelczenko (ukr. Олександр Олександрович Омельченко; ur. 9 sierpnia 1938 w Zoziwie w obwodzie winnickim, zm. 25 listopada 2021 w Kijowie) – ukraiński polityk, z wykształcenia inżynier, były deputowany i mer Kijowa, Bohater Ukrainy.

## Życiorys
Ukończył Kijowski Instytut Inżynierii Lądowej (1974) i Kijowski Instytut Gospodarki Narodowej (1978). W 1989 uzyskał stopień kandydata nauk. Do pierwszej połowy lat 90. pracował w budownictwie, w tym na stanowiskach dyrektorskich. Od 1994 pełnił kierownicze funkcje w miejskiej administracji w Kijowie. W latach 1998–1999 zajmował stanowisko przewodniczącego rady miejskiej. W 1999 został wybrany merem ukraińskiej stolicy, urząd ten sprawował do 2006. W tych samych latach kierował jednocześnie Kijowską Miejską Administracją Państwową. Od 2001 przez kilka lat kierował Ukraińską Partią „Jedność”, działającą głównie w Kijowie. W latach 1996–2006 przewodniczył Federacji Hokeja Ukrainy. Przez kilka lat był prezesem stowarzyszenia miast Ukrainy.
Jako mer Kijowa wystartował w wyborach prezydenckich w 2004, uzyskując w pierwszej turze około 0,5% głosów (8. miejsce z 24 kandydatów). Mimo iż Ołeksandra Omelczenkę uważano za osobę związaną z dotychczasową władzą, już drugiego dnia pomarańczowej rewolucji przeszedł na stronę opozycji, udzielając poparcia Wiktorowi Juszczence. Decyzja ta miała istotne znaczenie dla koordynacji akcji protestacyjnej (władze Kijowa przekazały uczestnikom protestu swoją siedzibę w centrum miasta, nakazały też służbom miejskim zająć się udzielaniem pomocy). Decyzja Ołeksandra Omelczenki przyczyniła się też do postawy dowódców kijowskiej milicji, którzy nieoficjalnie zapewnili przywódców opozycji, że nie użyją siły przeciwko demonstrantom. Mimo wsparcia ze strony Bloku Nasza Ukraina nie został ponownie wybrany na urząd mera w wyborach w 2006. Nowym merem Kijowa został Łeonid Czernowecki, także należący do stronników Wiktora Juszczenki w 2004, a jednocześnie będący jednym z głównych przeciwników Ołeksandra Omelczenki.
W przedterminowych wyborach parlamentarnych w 2007 z inicjatywy Jurija Łucenki został wpisany na wysokie 13. miejsce na liście kandydatów bloku Nasza Ukraina-Ludowa Samoobrona, co pozwoliło mu uzyskać mandat deputowanego Rady Najwyższej VI kadencji. W trakcie kadencji przeszedł na stronę Partii Regionów, po czym ponownie objął kierownictwo „Jedności”. W 2012 nie ubiegał się o reelekcję. W 2015 i 2020 wybierany do kijowskiej rady miejskiej.

## Odznaczenia i wyróżnienia
- Bohater Ukrainy „Orderu Państwa” (2001)[5]
- Order Księcia Jarosława Mądrego III klasy (2006)[6]
- Order Księcia Jarosława Mądrego IV klasy (1999)[7]
- Order Księcia Jarosława Mądrego V klasy (1998)[8]
- Honorowa Nagroda Prezydenta Ukrainy (1996)[9]
- Order Daniela Halickiego (2013)[10]
- Order Czerwonego Sztandaru Pracy (ZSRR, 1986)
- Order „Znak Honoru” (ZSRR, 1982)
- Wielki Oficer Orderu Infanta Henryka (Portugalia, 1998)[11]
- Krzyż Komandorski Orderu Świętego Grzegorza Wielkiego (Watykan, 2001)[12]

## Życie prywatne
Jego syn, Ołeksandr Omelczenko, również zaangażował się w działalność polityczną.